# Diplotaxis ilorcitana
Diplotaxis ilorcitana é uma espécie de planta com flor pertencente à família Brassicaceae. 
A autoridade científica da espécie é (Sennen) Aedo, Mart.-Laborde & Muñoz Garm., tendo sido publicada em Flora Iberica 4: 356. 1993.

## Portugal
Trata-se de uma espécie presente no território português, nomeadamente em Portugal Continental.
Em termos de naturalidade é endémica da Península Ibérica.

## Protecção
Não se encontra protegida por legislação portuguesa ou da Comunidade Europeia.